# 大阪市立扇町高等学校
大阪市立扇町高等学校（おおさかしりつ おうぎまちこうとうがっこう）は、大阪府大阪市北区中之島五丁目に所在した市立の高等学校。

## 概要
1921年に創立し、2010年3月に閉校した普通科系高等学校である。普通科（2006年募集停止・2008年3月廃止）と人文学科（2008年募集停止・2010年3月廃止）を設置していた。
人文学科は1992年に設置された、文学と歴史を重点的に学ぶ専門学科である。英語・国語・社会科（地理歴史・公民）に関する専門科目が多く設定され、少人数形式でおこなう授業も多く設置されていた。文学や歴史に関する校外学習や講演会を積極的におこなうなど、体験的な学習を重視したカリキュラムを組んでいた。
学校名の「扇町」は、旧制高等女学校時代の校舎が大阪市北区北扇町（現在の大阪市北区扇町2丁目）にあったことに由来する。
2008年に大阪市立此花総合高等学校と統合し、中高一貫校の大阪市立咲くやこの花高等学校を開校した。これに伴って新入生の募集を停止し、在校生も2008年度・2009年度の2年間は咲くやこの花高等学校内に設置された新校舎（此花区）に移転し、咲くやこの花高等学校・此花総合高等学校の2校と同居する形になった。

## 沿革

### 開校の経緯
大阪市では明治時代当時、大阪市立第一高等女学校・大阪市立第二高等女学校の2つの高等女学校を設置していた。しかし1900年の「大阪府教育十カ年計画」により、大阪市内での中等教育については大阪府が普通教育を中心に担い、大阪市は商業学校など実業教育を中心に担うことになった。これに伴い、当時大阪市立だった高等女学校は1901年4月に大阪府に引き継がれることになった。
1901年以降大阪市では実業学校を中心に整備し、高等女学校など中等普通教育学校は設置しなかった。
一方で高等女学校への進学希望者も増加し、入学難が問題化していた。府立高等女学校の入学難緩和の方策の一環として大阪市立の高等女学校を設置することになり、「大阪府教育十カ年計画」以降では大阪市立として初めての高等女学校として、1921年に大阪市立実践高等女学校が開校した。
開校当初は北区北野茶屋町・心華小学校（現在の阪急大阪梅田駅北側の阪急電鉄高架下付近）に仮校舎を設置した。
本校舎は1920年に堺市へ移転した大阪監獄の跡地の一画を利用して建設され、1921年12月に完成。1923年には大阪市立高等女学校へ改称している。所在地の町名は当初本庄横道町だったが、1924年に北扇町に変更され、1934年に大阪市立扇町高等女学校へ改称した。

### 千里山郊外学園
1934年には千里山郊外学園を開設した。
新京阪鉄道（現在の阪急京都線・千里線・嵐山線）は当時沿線の宅地開発を図り、三島郡千里村・三島郡新田村・豊能郡小曽根村の行政境界付近にも宅地予定地として土地を所有していた。しかし駅から離れていて交通の便が悪いことや、行政境界が入り組んでいることで手続きが面倒になるなどの理由で、宅地開発には不向きと判断されて自然の状態で放置されていた。
その土地について、当時児童・生徒の健康増進のために郊外施設の設置を検討していた大阪市の思惑と一致し、新京阪が土地を貸し出して大阪市が整備する形で、野外活動施設・千里山郊外学園を開設した。千里山郊外学園には扇町高等女学校のほか、大阪市内の集英尋常小学校・菅南尋常小学校・西天満尋常小学校も自校独自の郊外学舎を開設している。
終戦後には郊外学園の土地賃貸契約を解除し、新京阪の経営を継承した京阪神急行電鉄に土地を返還することになった。そのため1958年に郊外学園は廃止されている。郊外学園跡地は宅地として開発されている。

### 戦災被害
1945年6月1日の第二次大阪大空襲で扇町校舎を全焼した。そのため被災直後の同年6月11日、北区浪花町（天六交差点の南西）・大阪市北天満国民学校に移転した。
さらに1946年9月2日には北区・大阪市堀川国民学校（現・大阪市立堀川小学校）への移転を実施している。1948年に北区堂島西町3番地（現在の北区堂島3丁目）・大阪市立中之島高等学校（旧制大阪市立中之島高等女学校）内に移転した。

### 学制改革
1948年の学制改革に伴い、全日制普通科高校として大阪市立扇町高等学校が発足した。当時大阪市立中之島高等学校（大阪市立中之島高等女学校）と堂島校舎で同居していた。さらに夜間課程の大阪市立扇町第二商業高等学校も時間差で校舎を共有していた。
1948年6月には大阪市立高等学校（旧制大阪市立中学校）と生徒の交流をおこなって男女共学を実施した。大阪市立高等学校より男子生徒45人（高校1年24人、併設中学校3年21人）を編入している。
その後1950年に扇町・中之島の両校が合併し、統合後の名称は大阪市立扇町高等学校となった。1957年には大阪市北区玉江町1丁目（1978年住居表示変更により、北区中之島5丁目3番96号）に校舎を移転している。扇町・中之島両校の合併の際、新たな校章を制定している。また新制高等学校発足当初は、旧制高等女学校時代の校歌を廃して大阪市歌を校歌の代用にしていたが、扇町・中之島両校合併の前後に校歌を制定している。
中之島への移転を機に、扇町第二商業高等学校は従来の総合制から商業教育を中心にした教育課程に変更するため、扇町高校との校舎共有をやめ、北区松ヶ枝町・大阪市立扇町商業高等学校内に移転している。

### 特色化の取り組み
大阪市の市立高等学校では1980年代以降、「意欲的で目的意識の明確な生徒の入学により学校が活性化することをねらい」として、府立高等学校とは異なった形での特色化の動きが進み、普通科系高等学校では普通科目を深化させて学ぶ専門学科を設置する動きが生まれた。
扇町高等学校では校舎建て替え構想とともに「芸術文化高校」構想を立て、人文系の学科や演劇系学科、美術・造形系学科など文化に関連する学科を持つ高等学校へと改編することを計画した。文科系科目に重点を置く専門学科・人文学科については、学科設置に校舎建て替えを要さないと判断されたことから先行して設置することになり、1992年に開設した。
人文学科開設後もさらに、演劇学科や美術・造形系学科を増設することを軸とした学校改革の検討を続けていた。大阪市教育委員会の審議会でも扇町高等学校の「芸術文化高校」への改編を検討していたものの、具体的な改編時期については白紙の状態だった。

### 統合・閉校
2000年代になると、大阪市立中高一貫校（のちの大阪市立咲くやこの花中学校・高等学校）新設構想が持ち上がった。これに伴い扇町高等学校と、単独改編での中高一貫校の設置を検討していた大阪市立此花総合高等学校について、両校の構想を新設中高一貫校で統一して実施する形での2校統廃合が具体化した。
「芸術文化高校」構想は、咲くやこの花高等学校での演劇科設置の形で継承されることになった。また人文学科の教育実践については、咲くやこの花高等学校総合学科の人文系列（開校後言語文化系列に改称）へと継承されることになった。
大阪市立咲くやこの花高等学校の2008年度開校が決定したことに伴い、普通科は2006年度以降の募集を停止した。また2008年以降、在校生は大阪市此花区西九条6丁目・大阪市立咲くやこの花高等学校内の新校舎へと移転することになった。また咲くやこの花高等学校の開校に伴い、扇町高等学校は2008年度以降の生徒募集を停止し、2010年3月に閉校となった。

### 年表
- 1920年11月8日 - 開校が認可される。
- 1921年4月8日 - 大阪市立実践高等女学校として開校（4年制）。
- 1921年8月28日 - 大阪市北区本庄横道町（現・北区扇町2丁目）に校舎が完成し移転。
- 1923年4月2日 - 大阪市立高等女学校と改称。
- 1925年4月5日 - 5年制へ変更。
- 1934年4月1日 - 大阪市立扇町高等女学校と改称。
- 1938年9月1日 - 千里山郊外学園を設置。
- 1945年6月1日 - 戦災により校舎が全焼。
- 1945年6月11日 - 大阪市北天満国民学校に仮校舎を設置。
- 1946年9月2日 - 大阪市堀川国民学校に仮校舎を移転。
- 1948年4月1日  - 学制改革によって大阪市立扇町高等学校となる。普通科を設置。
- 1948年4月18日 - 大阪市立中之島高等学校の敷地内に移転。
- 1948年6月22日 - 大阪市立高等学校との生徒交換で男女共学制を実施。
- 1950年4月1日 - 大阪市立中之島高等学校と統合。統合後の名称は大阪市立扇町高等学校。
- 1957年4月1日 - 大阪市北区玉江町1丁目（現・北区中之島5丁目）に校舎を移転。
- 1958年8月30日 - 千里山郊外学園を閉鎖。
- 1970年7月15日 - 校地拡張。
- 1992年 - 人文学科を設置。
- 2006年 - 普通科を募集停止（人文学科は2006年・2007年も募集）。
- 2008年 - 新入生募集を停止。普通科を廃止。
- 2008年4月1日 - 大阪市立咲くやこの花高等学校が開校。在校生も咲くやこの花高等学校内の校舎に移転。
- 2010年3月6日 - 最終学年の卒業式・閉校式を実施。
- 2010年3月31日 - 閉校。
- 2015年11月4日 - 校舎解体工事開始。
- 2016年4月30日 - 校舎解体工事終了。

## 学校跡地
旧制高等女学校時代の扇町の敷地跡は、大阪市立扇町中学校（1995年大阪市立天満中学校に統合し閉校）として使用されたのち、北野病院の建て替え用地となった。また終戦直後に一時使用していた堂島の敷地跡は、その後NTT関連ビルになっている。
1957年から2008年にかけて使用していた中之島の校舎は2010年夏、大阪市水道局などが開発した大規模ミスト散布装置の実証実験に使用された。また2011年3月に発生した東日本大震災では、大阪市内各地から提供された救援物資を集積し被災地へ搬送する拠点となった。その後2015年秋から2016年春にかけて解体された。
中之島の跡地は2016年以降は更地になっている。旧敷地周辺・中之島西部地域の通学先小学校となっている大阪市立扇町小学校および大阪市立西船場小学校の児童数増加、ならびに西船場小学校卒業生進学先の大阪市立花乃井中学校の生徒数増加による各学校の過密化・教室不足が見込まれることにより、跡地を転用して2024年度にも小中一貫校を新設する構想が検討されていた。しかしその後、中之島6丁目の民有地だった場所を市有地として取得した上で、小中一貫校を設置する計画へと変更された。この影響で、土地交換の形で、扇町高等学校跡地の一部は民有地となることになった。

## 著名な出身者
- 森本圭美 - 女子プロボクサー
- 桂千朝 - 落語家
- 松本麻希 - 女優
- 中田一歩 - 芸人

## 交通
（2008年3月まで）
- 大阪環状線 福島駅 南へ約700m。
- JR東西線 新福島駅・阪神本線 福島駅 南へ約500m。
- 大阪市営地下鉄四つ橋線 肥後橋駅 西へ約800m。
- 大阪市営バス 玉江橋バス停。

（2008年4月-2010年3月）
- 大阪環状線・桜島線（JRゆめ咲線）・阪神なんば線 西九条駅 南西へ約400m。